# Richard Kropf
Richard Kropf (* 14. März 1979 in West-Berlin) ist ein deutscher Drehbuchautor, Dramatiker und Schauspieler.

## Leben
Er legte 1998 das Abitur am Lilienthal-Gymnasium in Berlin-Lichterfelde ab. Bereits während seiner Schulzeit hatte er mit der Schauspielerei begonnen. Seine Schauspielausbildung absolvierte er am Lee Strasberg Theatre Institute in New York. Es folgten Seminare bei Michael Margotta und Andreas Dresen. Im Episodenfilm Stadt als Beute spielte er eine der Hauptrollen. Er studierte BWL und Germanistik. Seit 2007 arbeitet er ausschließlich als Autor, er begann unter anderem bei Gute Zeiten, schlechte Zeiten. Unter anderem übernahm er im Januar 2012 gemeinsam mit Robert Dannenberg und Stefan Scheich das Headwriting der vierten Staffel der Serie Der letzte Bulle. Gemeinsam mit Bob Konrad und Hanno Hackfort kreierte und schrieb er die Serie You are wanted. Als Team sind sie außerdem die Autoren der Serie 4 Blocks und der von Harald Schmidt entworfenen SWR-Serie Labaule & Erben.

## Filmografie

### Kino
- 1995: Game Over
- 2000: Die Stille nach dem Schuss
- 2004: Am Ende eines Tages (Kurzfilm)
- 2005: Stadt als Beute
- 2005: Neun Szenen
- 2008: Morgen, ihr Luschen! Der Ausbilder-Schmidt-Film
- 2008: Berlin am Meer
- 2011: One Shot (Kurzfilm)
- 2012: 3 Zimmer/Küche/Bad
- 2023: Wochenendrebellen

### Fernsehen
- 1994: Zwei alte Hasen
- 1995: Das Schwein – Eine deutsche Karriere
- 1995: Kaufhaus der Erinnerung
- 1996: Corinna Pabst
- 1997: SK-Babies – Kindermafia
- 1997: Eine Familie zum Küssen
- 1998: Die Sternbergs
- 1998: Fieber – Wenn Gott will
- 1999: Anna Marx – Bei aller Liebe
- 2000: Die Wache – Volles Risiko
- 2000: Unser Charly – Reingelegt
- 2000: Absolut das Leben
- 2000: Die Braut meines Freundes
- 2001: Küstenwache – Mutprobe
- 2001: Zwei Engel auf Streife
- 2002: Ein starkes Team – Blutsbande
- 2002: Georg Ritter – Ohne Furcht und Tadel
- 2003: Die Rosenheim-Cops
- 2004: SOKO 5113 – Ein ordentliches Haus
- 2004: Zivis
- 2007: Pastewka
- 2010: Anna und die Liebe
- 2013: Der letzte Bulle
- 2014: Der Knastarzt: Krieg
- 2014: Josephine Klick – Allein unter Cops: Zinnsoldaten
- 2014: Heiter bis tödlich: Koslowski & Haferkamp
- 2015: SOKO Leipzig: Manga-Mädchen, Sprengstoff, Aus bestem Hause, Lügen
- 2017: 4 Blocks
- 2017: Tatort: Level X
- 2018: SOKO Potsdam: Saubere Geschäfte, Ein dienstbarer Geist, Kalte Fische, Das Geständnis
- 2018: Labaule & Erben
- 2019: SOKO Potsdam: Eine verhängnisvolle Affäre, Verlorene Söhne
- 2020: MaPa – Was zählt ist jetzt
- 2020: Specialisté (4 Episoden)
- 2021: SOKO Potsdam: Tag X, Irina, Küsse in St. Tropez, Mord in g-moll, Smoke on the water
- 2021: Der Rebell – Von Leimen nach Wimbledon
- 2021: Para – Wir sind King
- 2021: How to Dad
- 2022: SOKO Potsdam: Fremder Vertrauter, Tatütata
- 2022: Kleo
- 2022: Last X-Mas
- 2023: SOKO Potsdam: Enkeltrick
- 2023: Gute Freunde – Der Aufstieg des FC Bayern

## Werke
- Mitte Macchiato. (Schauspiel). Theaterverlag Hofmann-Paul, Berlin 2008.
- mit Alissa Jung: Ameisenknochen. „Was machst du gerade?“ und andere knifflige Fragen der Generation Facebook. Gütersloher Verlagshaus, Gütersloh 2011, ISBN 978-3-579-06740-7.
- Leider geil – 55 Dinge, die wir nicht täten, wenn sie nicht so viel Spaß machen würden. Ullstein Taschenbuch, Berlin 2013, ISBN 978-3-548-37483-3